# Seguritech Privada
Seguritech Privada, es una empresa mexicana integradora de tecnologías, telecomunicaciones y sistemas para la seguridad. Tiene su sede principal en la Ciudad de México.
La cual tiene fama por no pagar sus proveedores y de tener penalizaciones por incumplimiento de contratos con varias entidades federativas.

## Historia y evolución
La empresa Seguritech Privada se funda en la Ciudad de México en el año de 1995. En 1998 comienzan con la venta de sistemas de seguridad focalizados a propiedad privada, principalmente casa-habitación. 
Para 1999 era una empresa establecida que logró realizar la primera transmisión de cámaras inalámbricas en red para distintos municipios del país. Un año más tarde, con el crecimiento de puntos de conectividad y el auge del internet, instalaron la red de radiocomunicación sincronizada para diversos proyectos.
A partir del 2001 su crecimiento se aceleró con el diseño del Sigiloso, la incorporación de vehículos tácticos y servicios de aeronaves. Asimismo, colocaron el primer radar meteorológico de 500 kW e instalaron estaciones meteorológicas en el sureste. 
En 2007 la empresa comenzó a recibir diversos contratos en el municipio de Guadalupe, en Nuevo León, la delegación Iztacalco, en la Ciudad de México, y los estados de Yucatán y Sinaloa.
En 2013 empezaron a diseñar los Centros de Control y Mando, con la construcción del primer C5 del país estableciendo un precedente para América Latina. Años más tarde, hacia 2017 y 2018, comenzaron a ser una empresa de reconocimiento internacional e iniciaron operaciones en Colombia. 
En 2020 comenzaron operaciones en el sector salud y movilidad. Hoy en día la empresa controla 22 centros de mando policial y monitoreo del país. 
Tiene como filiales a Comunicación Segura, Picorp S.A. de C.V. y Tres10 S.A. de C.V.

## Personas claves
Su fundador y actual presidente es Ariel Zeev Picker Schatz, Ingeniero Industrial por la Universidad Iberoamericana Campus Ciudad de México.
Sus Directores se llaman:
- Fernando Peña (Primo del Expresidente Enrique Peña Nieto)
- Jose Miguel García
- Mauricio Klim

## Premios
Premio Intertraffic América Latina 2021 por la propuesta «VITS Colombia, modernizando la infraestructura vial».

## Críticas y controversias
En 2010 David Korenfeld, el entonces titular de la Comisión Nacional del Agua (Conagua) le entregó un contrato a Seguritech por 58,7 millones de pesos por compra e instalación de radares meteorológicos, sistemas que previo a este contrato la empresa no declaraba dentro de su catálogo de productos.
En 2013 el gobierno del Estado de México le asignó a la empresa, por adjudicación directa, un contrato por 6376 millones de pesos para la construcción del C5i que equiparía el sistema completo de monitoreo y videovigilancia del estado. 
En 2015 Seguritech se vio nuevamente beneficiada por Korenfeld al recibir la compra de 299 estaciones meteorológicas automáticas, por 289 millones de pesos.
Sin embargo, esta compra se tuvo que cancelar cuando el Banco Mundial señaló irregularidades en el fallo de asignación de compra y le retiró a Conagua una línea de crédito por 100 millones de dólares.
En julio del 2022, el gobierno de Chihuahua le entregó un contrato por 4200 millones de pesos para construir una torre en Ciudad Juárez que albergará toda la Plataforma Centinela, la cual no terminó en tiempo y forma y por lo tanto fueron penalizados.
Ariel Picker también está vinculado con la asociación civil Fundación en Movimiento, dirigida por Eduardo Ricalde Medina, quien fue suegro de Claudia Ruiz Massieu. 
Se calcula que, durante el sexenio de Enrique Peña Nieto (Primo del Director Fernando Peña) la empresa Seguritech hizo negocios que rondaban los 18.000 millones de pesos.